# 休·爱德华兹 (主持人)
休·爱德华兹（英語：Huw Edwards；/hiːʊ, hjuː/ ；1961年8月18日—）是一名威爾斯记者、主持人和新闻播音员。他曾经在英国广播公司工作，于2003年至2023年主持该台的旗舰新闻节目《BBC十點新聞》。2024年，他因为儿童色情犯罪质控的调查，而辞去了BBC的职务，并随后被伦敦警察厅逮捕。
爱德华兹还在英国广播公司新闻频道播发BBC对国内事件、国际事件、长达一小时的《BBC五点新闻》，并且偶尔会以BBC首席主持人身份主持或代班《BBC六點新聞》《BBC一點新聞》《BBC周末新闻》和《每日政治》，以及参与英國廣播公司世界新聞頻道的主持工作。爱德华兹参与BBC对重大皇室事件的报道，包括威廉王子和凯瑟琳·米德尔顿的婚礼、伊丽莎白二世登基钻禧纪念、哈里王子和梅根·马克尔的婚礼、爱丁堡公爵菲利普亲王葬礼以及伊丽莎白二世逝世及葬礼。
2019年，爱德华兹接替大卫·丁布尔比担任BBC选举之夜报道的主持人，并在当年12月12日至13日担任大选报道的第一主持人。
2023年7月，爱德华兹因涉嫌向一名17岁男孩子购买露骨性爱照片受到调查，并被英国广播公司给予停职处分，同时因精神健康状况入院治疗。伦敦警察局称，暂未发现犯罪证据。2024年4月22日，他因为精神状态问题，而接受医生的建议从英国广播公司辞职。2024年7月31日，爱德华兹向西敏市裁判司署承认三项制作儿童淫秽图像罪。2024年9月16日，爱德华兹被判处有期徒刑六个月，缓刑两年，同时登记为性犯罪者七年。

## 早年生活和教育
爱德华兹于1961年8月18日生于威尔士格拉摩根布里真德的一个讲威尔士语的家庭，他四岁后在拉內利附近的兰根尼奇长大。其父海维尔·泰菲·爱德华兹乃威爾斯黨党员、威尔士语言活动家、作家及学者，曾任斯旺西大学学院威尔士语言文学研究教授。其母艾罗纳·普罗塞罗在拉内利世贸综合学校任教三十年。他的妹妹是梅尼尔。他在拉内利男子文法学校接受教育，1983年荣获卡迪夫大学学院法语一等荣誉学位。此后，他在卡迪夫大学开始了中世纪法语的研究生工作，之后成为当地广播电台斯旺西之声的记者，后入职英国广播公司。

## 职业

### 英国广播公司新闻
在1984年作为新闻实习生加入英国广播公司之前，爱德华兹就有在商业广播电台斯旺西之声斯旺西之声的工作经验。1986年，他成为BBC威尔士的议会记者。
在1999年5月至2003年1月期间，爱德华兹主持《BBC六点新闻》。在此期间，该新闻节目的收视率为英国同类节目之最高者。
2003年1月，爱德华兹与大卫·丁布尔比共同担任英國廣播公司第一台《十点新闻》的正任主持人。他们共同主持了多個特别节目，如纪念节、阅兵儀式和國會開幕大典等。他带领BBC解说团队参加2008年北京奥运、 2012年伦敦奥运和2014年英联邦运动会的开闭幕式。他亦主持了部分选举特报，包括其在BBC威尔士期间对2007年威尔士国民议会选举的报道，以及BBC对2008年美国大选及结果和巴拉克·奥巴马就职典礼的报道。他曾是BBC新闻的首席政治记者，并在十四多年间为BBC报道威斯敏斯特宫的政治动向。
爱德华兹亦主持了BBC的多档新闻节目，包括《BBC早餐》、《凌晨新闻》、《新聞之夜》和《廣角鏡》。爱德华兹自2006年4月起在BBC新闻频道主持《BBC五点新闻》。2011年4月29日，他主持了BBC報導威廉王子和凯瑟琳·米德尔顿大婚。高峰时该报道在英国的收视者高达两千万，最终团队获颁英國電視學院獎最佳现场活动报道奖2012年6月，他主持BBC伊丽莎白二世钻禧纪念的特别报道。2013年12月，他领导英国广播公司新闻部在纳尔逊·曼德拉逝世后最初几个小时在第一台、新闻台和世界新闻频道播出特别报道。2014年，爱德华兹取代大卫·丁布尔比，为BBC报道地方选举。
爱德华兹与丁布尔比共同参与英国广播公司報導2015年大选和2016年脱欧公投。2018年5月，他参与英国广播公司報導哈里王子和梅根马克尔大婚。2021年4月，他参与英国广播公司第一台、第二台、新闻台和世界新闻频道在菲利普亲王逝世后的滚动报道，及同月17日的葬礼特别报道。

2021年8月，爱德华兹承认他正在考虑自己的未来。他告诉英国广播公司西姆鲁电台：
|  | 现在有了一个重要的里程碑——六十周岁，男人很自然地会想“我要再干五年，还是去做一些不同的事情？” |

“二十年后的晚间新闻业务可能会很费力，尽管我依然热爱这份工作。但我认为我不会长期如此。因为我相信，首先，我认为让观众看到主播的替换是公平的。”
2022年9月8日，他宣读了伊丽莎白二世的死讯，早在白金汉宫于当天稍早发布公告后，BBC在英国夏令时十四时左右开始滚动报道女王的状态。9月19日亦参与英国广播公司对伊丽莎白二世葬礼的报道工作。

### 其他参与节目
虽然新闻记者是爱德华兹的主业，但他也参与了不少电视及广播节目，包括关于古典音乐、宗教和威尔士语（爱德华兹以此为母语）的纪录片，并主持了各种活动（如英国电影和电视艺术学院威尔士奖颁奖典礼）。他对历史特别感兴趣，并制作了许多历史题材的纪录片，这些纪录片的主题囊括歐文·格林杜爾、南威尔士山谷、威廉·格萊斯頓和本傑明·迪斯雷利以及一系列跟随威尔士古代和历史古迹皇家委员会的工作。
他自导自演《休·爱德华兹的天堂面包》——一部关于威尔士宗教影响的纪录片，该纪录片赢得2005年英国电影和电视艺术学院威尔士奖的最佳纪录片奖和其他四个类别的提名。
2008年9月，英國廣播公司信託基金认定爱德华兹制作的一部关于威尔士政治的纪录片违反了该组织的编辑准则。涉事作品名为《威尔士：权力与人民——回到未来》，纪录片中探讨威爾斯議會，爱德华兹在片中表示，“要充分发挥其潜力，威尔士人民需要比迄今为止获得的更多支持……参与的人越多，我们在威尔士的民主就会越强大和健康。”在收到投诉后，管理机构得出结论认为，爱德华兹的言论在这个问题上有悖中立客观原则，并指出“在特定场合鼓励观众投票并非英国广播公司主持人的职责”。此外还发现这部纪录片整体上对保守党存在偏见。
2010年，爱德华兹公布了一则以威尔士亲王授职权为主题的节目——《王子与阴谋家》，并扮演威尔士国防运动的成员，最后获得英国电影和电视艺术学院威尔士奖的“最佳螢幕主持人”奖项。
2012年2月，他参与了BBC威尔士制作的新的历史纪录片系列——《威尔士的故事》的制作。同年，爱德华兹客串詹姆斯·邦德的第二十三部电影《007：大破天幕杀机》，他在剧中“播发”BBC新闻关于“进攻”秘密情報局的报道。
2015年，他以英语和威尔士语版本对外介绍巴塔哥尼亞威尔士殖民地的历史以庆祝该殖民地成立150周年。
2018年12月，爱德华兹在BBC第一台的《玛丽·贝瑞圣诞晚会》上作为瑪莉·貝利的嘉宾。

### 其他参与活动
2011年3月，爱德华兹在斯旺西大学图书馆开设“Hoffi Coffi”咖啡馆，旨在支持海维尔泰菲学院的目标，以他在大学度过学术生涯的父亲命名。他用威尔士语发表演讲，并揭开为该大学威尔士语教授、上届艾斯特福德节主持人都铎·哈勒姆的一首诗而制作的壁画，称这是对他父亲（2010年1月逝世）的感人敬意。
2003年，爱德华兹成为威尔士大学研究员，并于2007年成为卡迪夫大学的新闻学名誉教授。2005年，他被任命为国家音乐学院赞助人，并于2008年10月被任命为管理伦敦威尔士中心的伦敦威尔士信托基金会主席。2009年4月，他当选为卡迪夫大学副主席，后任副校长，任期四年。2005年至2016年间，他是伦敦格瓦利亚男合唱团名誉主席暨国家教会信托基金副主席。
爱德华兹一直批评一些总部位于英格兰的报纸刊登对威尔士语使用不屑一顾的报道。 2020年，他回应了科学家迈克尔·佩珀在《泰晤士报》上发表的评论，其中建议他已故的同事约翰·默瑞格·托马斯用威尔士语写笔记纯粹是为了防止他人窃取内容；爱德华兹指出，说威尔士语的人不会“在日常生活中使用我们的母语来阻挠他人”。次年（2021年），他批评前记者马克斯·黑斯廷斯声称威尔士语的价值“存在上限”，威尔士无法以一个独立国家的身份成功，因为它“依赖英格兰人的慷慨解囊”。
2019年7月5日，爱德华兹获颁威尔士皇家音乐与戏剧学院奖学金。
他也是一名业余管风琴手，在拉內利的一个小教堂教演奏，偶尔在伦敦的杰温威尔士长老会教堂演奏。

### 薪水
作为英国广播公司的老员工，他的收入为五十五万英镑至六十万英镑。鉴于英国广播公司内部发现的性别薪酬差异，他自愿减少了薪水。《新闻公报》指迄2018年7月，他当时薪水为五十二万英镑至五十三万英镑。他在2019年再次减薪，据报道，迄2021年5月，他当前的薪水为四十六万五千英镑。

## 犯罪行为

### 卷入性犯罪指控
2023年7月7日，《太阳报》曝光BBC“知名”主持人花3.5万英镑，向一位17岁的少女购买露骨照片，而这位少女的家长甚至还看到这位主持人只穿一条内裤与女儿聊天，希望女儿为他表演；事后这位少女用主持人给的钱去吸可卡因。相关消息由少女的母亲及继父披露。据称，少女的亲人曾于同年5月份向BBC投诉，只不过处理投诉的BBC观众服务团队认为不存在刑事犯罪证据，需要进一步调查。不过到了7月10日，受害者的代表律师告诉BBC，称受害者与主持人之间没有任何不当不合法的行为，《太阳报》的爆料完全是“垃圾”。次日，另一位受害者出面爆料，指控同一位主持人向她发送骂人信息。同日，一名23岁的女性指控该主持人于2021年2月违反COVID-19防疫规定与她约会。
风波不断延烧之下，休·爱德华兹的妻子维姬·弗林德女士发表声明，表示近日风波中的BBC主持人就是她的丈夫。声明指出，风波发生后，爱德华兹抑郁症发作，正在住院中。倫敦警察廳表示初步调查未发现爱德华兹有刑事犯罪行为，后续不会在继续调查。最初曝光丑闻的《太阳报》表示从未影射爱德华兹有犯罪行为，日后不会再发表任何与爱德华兹有关的指控，同时会配合BBC内部的调查行动。
爱德华兹于最晚2023年11月收到了BBC的调查结果，但BBC没有将他复职。2024年1月，据报道爱德华兹因身体不适，无法与BBC讨论其职业未来。2024年4月22日，爱德华兹接受了医生的建议，从英国广播公司辞职。

### 罪行审判
2024年7月29日，伦敦警察厅表示爱德华兹被控三项制作儿童淫秽图像罪。案情指爱德华兹涉嫌于2020年12月至2022年4月间在WhatsApp的一个聊天中分享涉事淫秽图片，包括六张A级淫秽图、十二张B级淫秽图和十九张C级淫秽图，其中有两张A级淫秽图出现一名7岁到9岁之间的儿童。爱德华兹早在2023年11月8日就被逮捕，至2024年6月26日获皇家檢控署批准起诉。2024年7月31日，爱德华兹向西敏市裁判司署认罪。
2024年9月16日，爱德华兹被判处有期徒刑六个月，缓刑两年，同时登记为性犯罪者七年。此外，他还要自付3,128英镑参加性罪犯治疗课程，并支付受害者附加费。

## 个人生活
爱德华兹嫁给了电视制片人维姬·弗林德，她参与过《本周》和《佩斯顿》的编辑工作。二人住在伦敦德威，有五个孩子。  爱德华兹是一位虔诚的基督徒，每周都会去教堂做礼拜。爱德华兹于2018年被威尔士三一圣大卫大学授予在伦敦和拉内利的威尔士教堂的博士学位。爱德华兹表示自己自2002年以来就深受抑郁症的困扰。

## 所获奖项
| 年份   | 奖项                           | 奖项           | 代表作               | 结果 |
| ------ | ------------------------------ | -------------- | -------------------- | ---- |
| 2001年 | 英国电影和电视艺术学院威尔士奖 | 最佳荧幕主持人 |                      | 獲獎 |
| 2002年 | 英国电影和电视艺术学院威尔士奖 | 最佳荧幕主持人 |                      | 獲獎 |
| 2003年 | 英国电影和电视艺术学院威尔士奖 | 最佳荧幕主持人 | 交换                 | 獲獎 |
| 2004年 | 英国电影和电视艺术学院威尔士奖 | 最佳荧幕主持人 | 威尔士的故事         | 獲獎 |
| 2005年 | 英国电影和电视艺术学院威尔士奖 | 最佳荧幕主持人 |                      | 獲獎 |
| 2010年 | 英国电影和电视艺术学院威尔士奖 | 最佳荧幕主持人 | 王子与阴谋家         | 獲獎 |
| 2012年 | 英国电影和电视艺术学院威尔士奖 | 最佳荧幕主持人 | 拉内利骚乱——西部大火 | 提名 |

### 新闻项目
- 2009年2月接受时报采访
- 2003年1月接受卫报采访 （页面存档备份，存于）
- 休于2002年9月登顶

| 媒體職務                                        | 媒體職務                                  | 媒體職務                           |
| ----------------------------------------------- | ----------------------------------------- | ---------------------------------- |
| 前任： 安娜·福特                                | BBC六点新闻正任主持人 1999年-2003年       | 繼任： 乔治·阿拉吉亚 & 苏菲·拉沃斯 |
| 前任者： 彼得·西松斯                            | BBC十点新闻正任主持人 2003年至今          | 現任                               |
| 前任者： 大卫·丁布尔比 為担任主持直至2017年为止 | 英国广播公司选举之夜报道主持人 2019年至今 | 現任                               |
| 新頭銜                                          | BBC五点新闻正任主持人 2006年至今          | 現任                               |